# Samostan Simonopetra
Samostan Simonopetra (grško starogrško Σιμωνόπετρα, Simonópetra, dobesedno Simonova skala) je pravoslavni samostan v meniški državi Gora Atos  v Grčiji. V hierarhiji dvajsetih atoških samostanov zaseda trinajsto mesto. 
Samostan je na južni obali polotoka Atos med pristaniščem Dafni in samostanom Gregoriat. Južna obala polotoka Atos ja na splošno precej divja, na mestu, kjer stoji samostan pa je izjemno nepristopna. Samostan stoji na vrhu skalnega monolita nad 330 m visokim klifom. V samostanu je 54 menihov na čelu z arhimandritom Elizejem (2019).

## Zgodovina
Samostan je v  13. stoletju ustanovil Štefan Nemanja - Simeon Atoški, ki je bil kasneje kanoniziran kot Simeon Mirotočni. Izročilo pravi, da se mu je med bivanjem v bližnji jami sanjalo, da mu je mati Božja naročila, naj na vrhu skale zgradi samostan, ki ga bo ona varovala. Prvotni samostan je Simeon imenoval "Novi Betlehem" (grško Νέα Βηθλεέμ, Néa Vithleém). Posvečen je Jezusovemu rojstvu.
Leta 1364 je srbski despot Jovan Uglješa samostan obnovil in razširil.
Ruski romar Izaija je zapisal, da je bil samostan konec 15. stoletja bolgarski.
Leta 1581 je samostan uničil požar, v katerem je večina menihov umrla. Po požaru je samostanski prior Evgenij odpotoval v Donavske kneževine v upanju, da bo dobil denar za obnovo samostana. Najpomembnejši donator je bil vlaški knez Mihael Hrabri, ki je samostanu daroval veliko posesti in denarja. Samostan je ponovno pogorel leta 1626 in 1891. Po tem požaru je bil samostan obnovljen v sedannji obliki. 
V zadnjih stoletjih do bili v njem predvsem menihi iz Jonije v Mali Aziji. V 20. stoletju se je njihovo število  zaradi zmanjšanega zanimanja za samostansko življenje zelo manjšalo. Sedanje samostansko bratstvo izvira iz samostana Velika Meteora v Meteori. V Simonopetro se je preselilo leta 1973 po odločitvi  arhimandrita Emilijana, da oživi skoraj opuščeni samostan.

## Arhitektura
Samostan tvori več večnadstropnih zgradb. Glavna zgradba stoji na mestu prvotne Simeonove zgradbe. Opisana je kot "najtrdnejša zgradba na polotoku". Menihi v Simonopetri tradicionalno štejejo nadstropja od zgoraj navzdol. Samostan je zgrajen na masivni skali, ki je v spodnjih nadstropjih samostana vidna.
Širitve in obnove samostana so se praviloma dogajale po velikih požarih. Po požaru leta 1580 se je s sredstvi, ki jih je zbral Evgenij, zgradila zahodna samostanska zgradba. Vzhodni del samostana je bil zgrajen po požaru leta 1891 s sredstvi, zbranimi v Rusiji.

## Samostanski pevski zbor
Pevski zbor samostana Simonopetra je zelo cenjen med poznavalci in ljubitelji bizantinske glasbe. Izdal je več albumov bizantinskih cerkvenih koralov, med katerimi je najbolj priljubljen Agni Parthene. Med posnetimi korali so tudi:
- Hvalnice iz  Psalterja (1990)
- O, brezmadežna devica (Agni Parthene) (1990)
- Božansko bogoslužje (1999)
- Velike večernice (1999)
- Paraklesis (1999)
- Maša svetega Simeona (1999)
- Nedeljske jutranje maše (Orthros) (1999)
- Maša svetega Silvana Atoškega

## Galerija
- Simonopetra
- Simonopetra
- Simonopetra